# NGC 6773
NGC 6773 ist ein Asterismus im Sternbild Aquila. Er wurde am 13. August 1830 von John Herschel bei einer Beobachtung mit einem 18-Zoll-Spiegelteleskop entdeckt.